# CropLife International
CropLife International é uma associação comercial internacional de companhias do agronegócio, fundada em 2001. Ela foi conhecida como Global Crop Protection Federation e começou como International Group of National Associations of Manufacturers of Agrochemical Products. Em 1967 seus membros incluiam as maiores multinacionais de biotecnologia e agricultura como: BASF, Bayer CropScience, Dow AgroSciences, DuPont, FMC Corp., Monsanto, Sumitomo e Syngenta.